# 有义链
遗传学中，有义链（英語：sense strand，又称编码链、密碼股、非模板链）是指双链脱氧核糖核酸（DNA）中，在5'端到3'端方向上携带可翻译编码的链。由于双链 DNA在转录 RNA时，只有一条 DNA链会转录成 RNA，此“有义DNA链”的序列具有与 RNA（尤其是 mRNA，但也包括 ncRNA）“相当”的脱氧核糖核苷酸序列（U以T代替）。在转录 RNA时，这条有义DNA链只提供编码，而非转录过程的模板。
与其“相对”的另一条DNA链称为反义链（antisense strand，又称模板链、模板股），即双链 DNA中，在5'端到3'端方向上没有可翻译编码的链，它作为 RNA合成过程中核糖核苷酸碱基配对的模板。最终，mRNA（通常，但不总是）会被翻译成蛋白质。

## mRNA 与“义”
最终决定双链DNA中哪条有义、哪条反义的是mRNA。但是有些情况下，例如在原核生物中，两条相反的链上可能有部分基因重叠，这意味着一条mRNA的“义”可能对另一条mRNA而言是“反义”的。
大多数真核生物RNA在翻译合成蛋白质前，尚须经过转录后修饰。通常，该过程包括在5'端添加甲基化鳥嘌呤核苷酸帽，在3'端添加多聚腺苷酸尾，以及删除转录出的RNA中的内含子（RNA剪接）。最终产物称为成熟的mRNA。原核生物的mRNA则没有类似的过程。
严格意义上，只有mRNA的基因序列是真正“有义”的，只有它能够直接翻译出蛋白質一級結構。DNA的反义链是合成mRNA的模板。

## 应用
在分子生物学一些领域的应用中，辨识有义和反义链之间很重要。例如，在微阵列（microarray）表达技术中，知道阵列上哪条链被“观察”是很重要的。一个阵列可以对应任意一条链；然而，单个阵列只由“有义链”或“反义链”构成。
识别不同的链条对理解小分子干扰核糖核酸（siRNA）也很重要。